# Bernard Deschamps (hockey sur glace)
Pour les articles homonymes, voir Deschamps et Bernard Deschamps.
Temple de la renommée français : 2011
Bernard Deschamps (né le 29 mai 1944 à Ploemeur) est un gardien de but français de hockey sur glace. Il a remporté trois trophées Jean-Ferrand et a été le gardien de l'équipe de France de 1966 à 1977, avec laquelle il a participé aux Jeux olympiques d'hiver de 1968.

## Trophées et honneurs personnels
- Champion de France (6) : 1970, 1971, 1972, 1973, 1976 et 1979
- Trophée Jean-Ferrand (3) : 1979, 1980 et 1981